# Мингячевирский городской стадион имени Яшара Мамедзаде
Мингячевирский городской стадион имени Яшара Мамедзаде (азерб. Yaşar Məmmədzadə adına Mingəçevir şəhər stadionu) — главный стадион города Мингечевир (Азербайджан), открытый в 1953 году. Является домашней ареной футбольного клуба Первого Дивизиона чемпионата Азербайджана — ФК «Энергетик» Мингечевир.

## История

### Советский период
Построенный в 1953 году Мингячевирский городской стадион вмещал 8.000 зрителей и был с травяным покрытием. На стадионе проводила свои игры мингячевирская команда «Кюр-Нур».

### Новая история
4 марта 2009 года президент Азербайджанской Республики Ильхам Алиев, в рамках своего визита в город Мингечевир, ознакомился с реконструкционными работами, проводящимися на стадионе имени Яшара Мамедзаде. По завершении работ, начатых в июне 2008 года, на трибунах стадиона было установлено 5000 кресел.

### Новейшая история
На данный момент стадион находится на балансе ООО «Городской стадион имени Яшара Мамедзаде», с юридическим адресом — г. Мингечевир, улица И.Исламзаде 24. Директором ООО является Гусейнов Акиф Гасан оглы. Официальное название стадиона — Мингячевирский городской стадион имени Яшара Мамедзаде.
Стадион является домашней ареной для клубов — «Энергетик» Мингячевир и ДЮСШ, ведущих борьбу в Первом Дивизионе и Лиге U-14 чемпионата Азербайджана соответственно.

## Адрес
Стадион расположен по адресу: город Мингечевир, улица Узеира Гаджибекова, AZ4506.